# Њу Даглас (Илиноис)
Њу Даглас (енгл. New Douglas) град је у америчкој савезној држави Илиноис.

## Демографија
По попису из 2010. године број становника је 319, што је 50 (-13,6%) становника мање него 2000. године.
| Група             | 2000.       | 2010.       |
| Белци             | 348 (94,3%) | 303 (95,0%) |
| Афроамериканци    | 0 (0,0%)    | 5 (1,6%)    |
| Азијати           | 1 (0,3%)    | 0 (0,0%)    |
| Хиспаноамериканци | 11 (3,0%)   | 5 (1,6%)    |
| Укупно            | 369         | 319         |